# Азуки пасуљ
Азуки пасуљ (Vigna angularis), по неким транскрипцијама и адзуки, једногодишња је зељаста врежа која припада роду Vigna, односно породици бобова (Fabaceae). Култивисана је врста и доста се узгаја широм источне Азије и Хималаја због свога храњивог ситног семена (пречника око 5 mm). Зрели плодови су најчешће црвене боје, али постоје и варијанте са белом, црном, сивом и другим нијансама.
Општеприхваћено име врсте позајмељено је из јапанског језика (азуки), док се у Кини где се највише узгаја назива „црвеним пасуљем” (односно хонгду и чиду).

## Порекло и доместификација
Дивљи предак данашњег култивисаног азукија вероватно је варијетет Vigna angularis var. nipponensis који је и данас широко распрострањен на подручју целе источне Азије − Јапан, Кореја, Кина, Непал и Бутан. До специјације варијетета angularis и nipponensis вероватно је дошло пре неких око 50.000 година, а на основу археолошких налаза време доместификације процењује се на период око 3000. године пре нове ере. Међутим, и даље је у периоду између 3000. и 2000. п. н. е. азуки био најраширенији као дивља врста (заједно са сојом). Доместификација врсте се интензивирала током бронзаног и гвозденог доба након што су почели да се употребљавају комплекснија оруђа за обраду земље (посебно плугови). Тачно место доместификације није познато, али верује се да се то десило негде на североистоку Азије. Занимљиво је да култивисани азуки има доста мањи укупан принос семена у поређењу са дивљим биљкама, али су зрна знатно крупнија и квалитетнија и брже дозревају.
Азуки пасуљ је, судећи према археолошким налазима, био једна од првих биљних врста која се масовније узгајала на подручју Јапана. Сорте које имају мање семена и већу продукцију биомасе данас се узгајају као сточна храна, односно користе се као зелено ђубриво. У јапану је данас регистровано више од 300 различитих сорти азуки пасуља.
Широм Јапана и данас расту бројне коровске форме азукија. Коровске форме азукија развијале су се на неколико начина и углавном се разликују од дивљих природних сорти. Најчешће су настајале природним мешањем култивара и дивљих форми, и могу се користити у исхрани.

### Узгој
Азуки пасуљ се данас највише узгаја у Кини (на површини од око 670.000 хектара), Јапану (60.000 ха), Јужној Кореји (25.000 ха) и на кинеском острву Тајван (15.000 ха). Поред ових земаља азуки се данас у знатнијим количинама узгаја и у Сједињеним Државама, Индији, Новом Зеланду, Конгу, Анголи и широм Јужне Америке. У Јапану, азуки је после соје најважнија легуминоза, а Јапан је уједно и највећи светски увозник ове врсте пасуља.
Оптималне температуре за нормалан раст азуки пасуља су између 15 °C и 30 °C, не подноси мраз, а за клијање температуре тла морају бити изнад 10 °C. Међутим, високе температуре стимулишу раст вегетативних делова биљке, што самим тим смањује принос рода. Идеална количина падавина током вегетативне сезоне варира између 500 и 1.750 mm, а врста је отпорна на блаже суше.

## Опис таксона
Азуки пасуљ је једногодишња, ређе двогодишња биљка висине између 30 и 90 cm. Захваљујући врежама може да се пење у висини, а у одсуству одговарајуће потпоре расте као полегла форма. Стабљика је зелене боје и прекривена ситним длачицама.
Корен је вретенаст и у дубину може да нарасте од 40 до 50 cm.
Листови су крупни и троделни, развијени на дугачким петиолама. Овалног су облика, дужине 5−10 cm и ширине 5−8 cm. Цветови су углавном жуте боје, папиларни, док је цваст рацемозна и чини је шест до десет засебних цветића.
Плод азуки пасуља је глаткаи цилиндрична махуна са доста танким зидовима. Млада махуна је зелене боје, а како дозрева постаје сиивкасто-бела. Дужина махуна варира између 5 и 13 cm, ширине око 0,5 cm. Унутар сваке махуне се налази од 2 до 14 семена.
Семе је глатко и цилиндрично, дужине од 5 до 9,1 милиметара, ширине 4,0−6,3 mm и дебљине од 4,1 до 6 mm. Како је семе доста ситно, око хиљаду семена има масу између 50 и 200 грама. Боја варира од кестењасте до плаво-црне, а најчешће је црвенкасто.
Семе азуки пасуља одликује се хипогеичним клијањем, а у зависности од услова семе клија од 7 до 20 дана, што је у поређењу са другим врстама пасуља доста споро. У зависности од сорте и од услова животне средине, азуки достиже зрелост након 80 до 120 дана од ницања. Цветање траје од 30 до 40 дана.

## Гастрономија
Азуки пасуљ има широку употребу у кухињама земаља Источне Азије где се обично пре употребе заслађује. Кувањем семена азуки пасуља са шећером добија се азуки паста („анко”) која је један од најважнијих састојака у кухињама ових земаља. У гастрономији се често користе и клице азуки пасуља.
- „Јокан” − јапански десерт од азукија
- „Мача мафин” са азуки пасуљем
- „Дајфуку” се пуни пастом од азуки пасуља
- Азуки паста